# Marsden Hartley
Pour les articles homonymes, voir Hartley.
Marsden Hartley, né le 4 janvier 1877 à Lewiston dans le Maine et mort le 2 septembre 1943 à Ellsworth, est un peintre et écrivain américain.

## Biographie
Marsden Hartley est né à Lewiston, Maine. 
Il est le plus jeune de neuf enfants de parents immigrants anglais, Thomas et Eliza Jane Hartley. La mort de sa mère alors qu'il n'a que 9 ans l'affecte profondément. De nombreuses années plus tard, il explique : "À partir de ce moment, je devais connaître un isolement complet".
Sa famille est peu après éclatée, Hartley étant alors forcé de vivre avec une sœur aînée à Auburn dans le Maine. Pour apaiser sa solitude, il trouve du réconfort auprès la nature, ce à quoi il s'accroche tout au long de sa vie. Son amour du grand air le conduit à s'imprégner des écrits des transcendentalistes américains Ralph Waldo Emerson et Henry David Thoreau, en plus de la poésie de Walt Whitman.
Il étudie à l'Institut d'art de Cleveland puis à l'Académie américaine de design de New York. Il étudie la peinture à l'Art Students League of New York avec William Merritt Chase. Il est un grand admirateur d'Albert Pinkham Ryder, auquel il rend fréquemment visite dans son atelier.
Il attire l'attention d'Alfred Stieglitz et s'associe à sa galerie et à son groupe. Il expose pour la première à la 291 Gallery en 1909 puis en 1912. Il appartient à l'avant-garde new-yorkaise et il est lié à Gertrude Stein, Hart Crane, Charles Demuth, Georgia O'Keeffe, Fernand Léger, Ezra Pound, Arnold Ronnebeck et d'autres.
En 1914, Hartley peint le Portrait d'un officier allemand. Il s'agit d'un hommage à Karl von Freyburg, le cousin de son ami Arnold Ronnebcek, un lieutenant allemand dont il était amoureux et qui est mort pendant la Première Guerre mondiale.
Selon l'historien d'art Jonathan Frederick Walz, la disparition de l'apparence physique du sujet dans ce portrait montre un changement de la notion de subjectivité dans les premières décennies du XXème siècle.
Marsden Hartley a voyagé à travers les États-Unis et l'Europe au début du nouveau siècle. Il est alors considéré comme un peintre 'moderniste' (modernisme). Il est finalement retourné dans le Maine à la fin de sa vie pour chercher à devenir "le peintre du Maine" en décrivant les paysages et la vie locale de façon authentique. En ce sens, il est membre du mouvement dit 'Régionaliste' américain, un groupe d'artistes qui s'efforçaient de créer un art réellement américain, et non pas inspiré des écoles européennes.
Hartley a également écrit des poèmes, des essais et des nouvelles.

## Œuvres

### Galerie

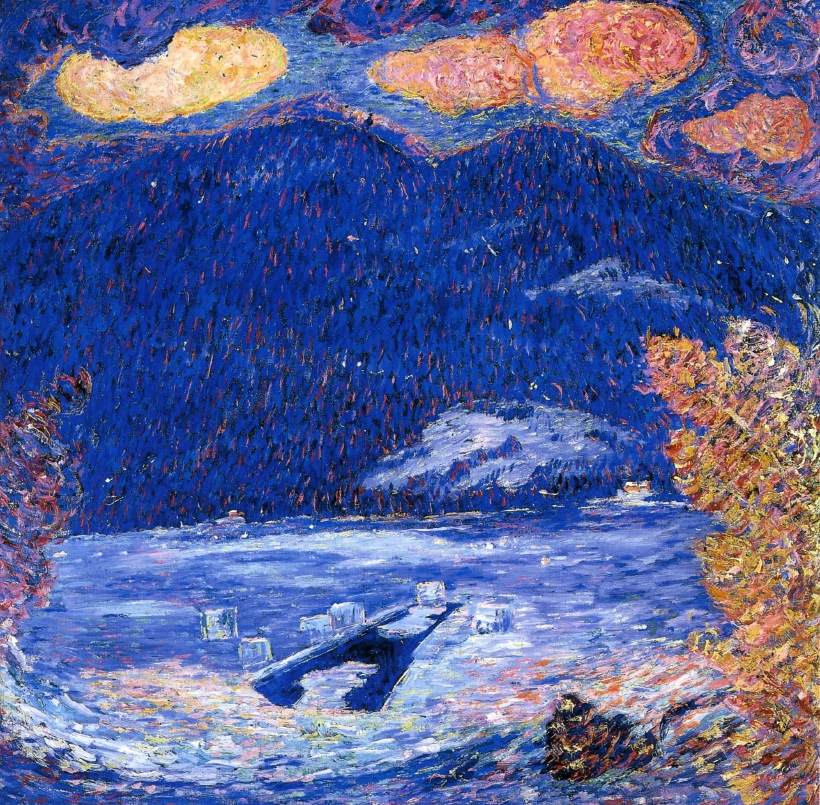
The Ice Hole (1908)
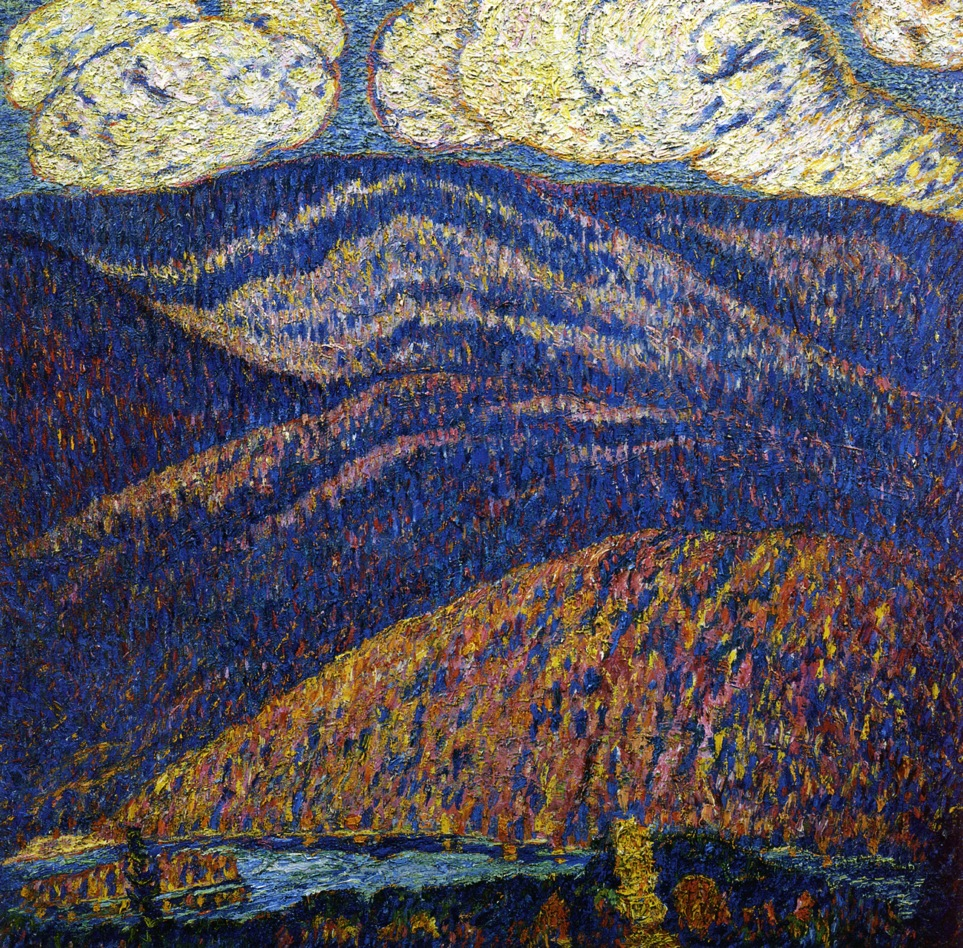
Hall of the Mountain King (1909)
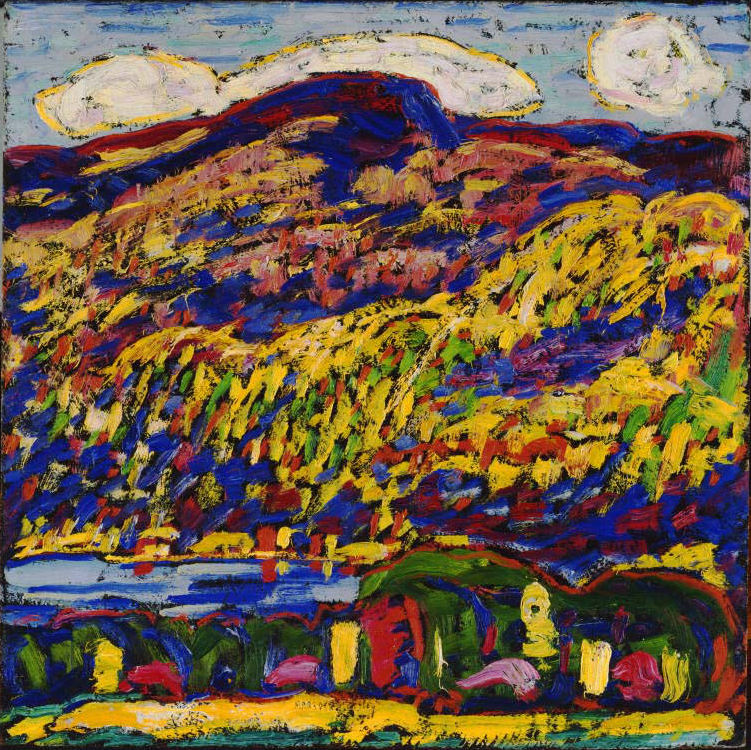
Mountain Lake (v. 1910)
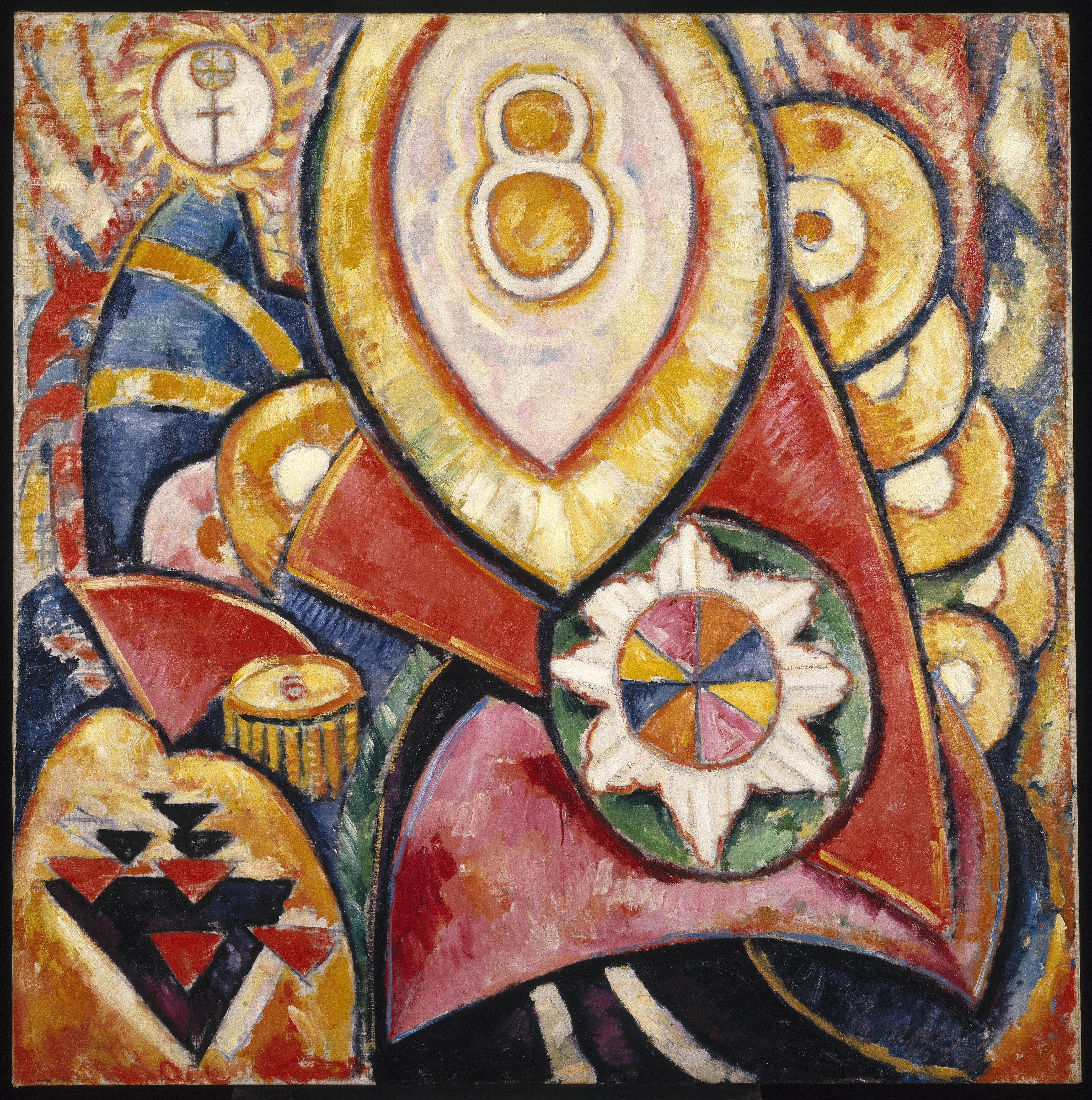
Painting No. 48 (1913)
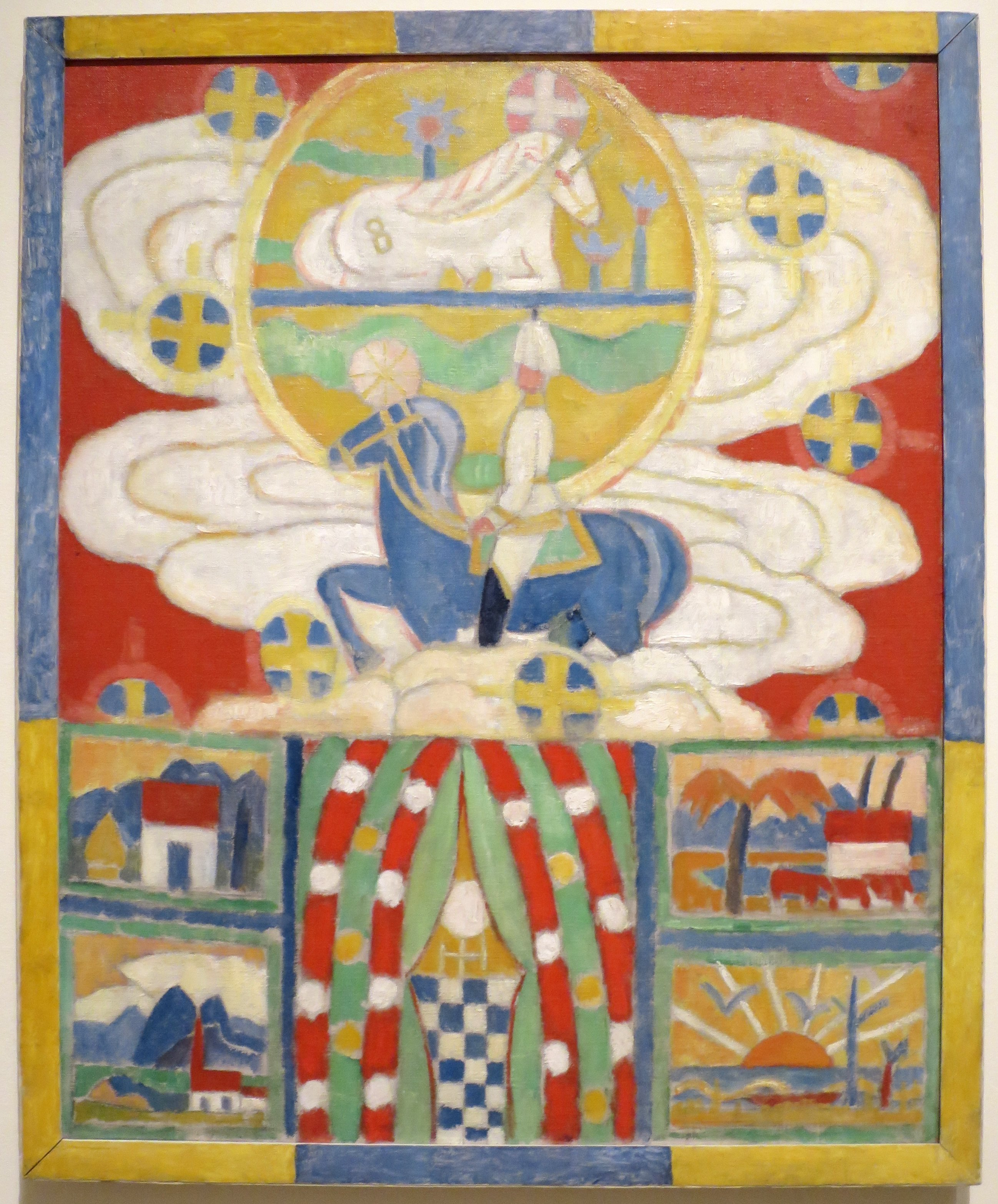
Berlin Ante War (1914)
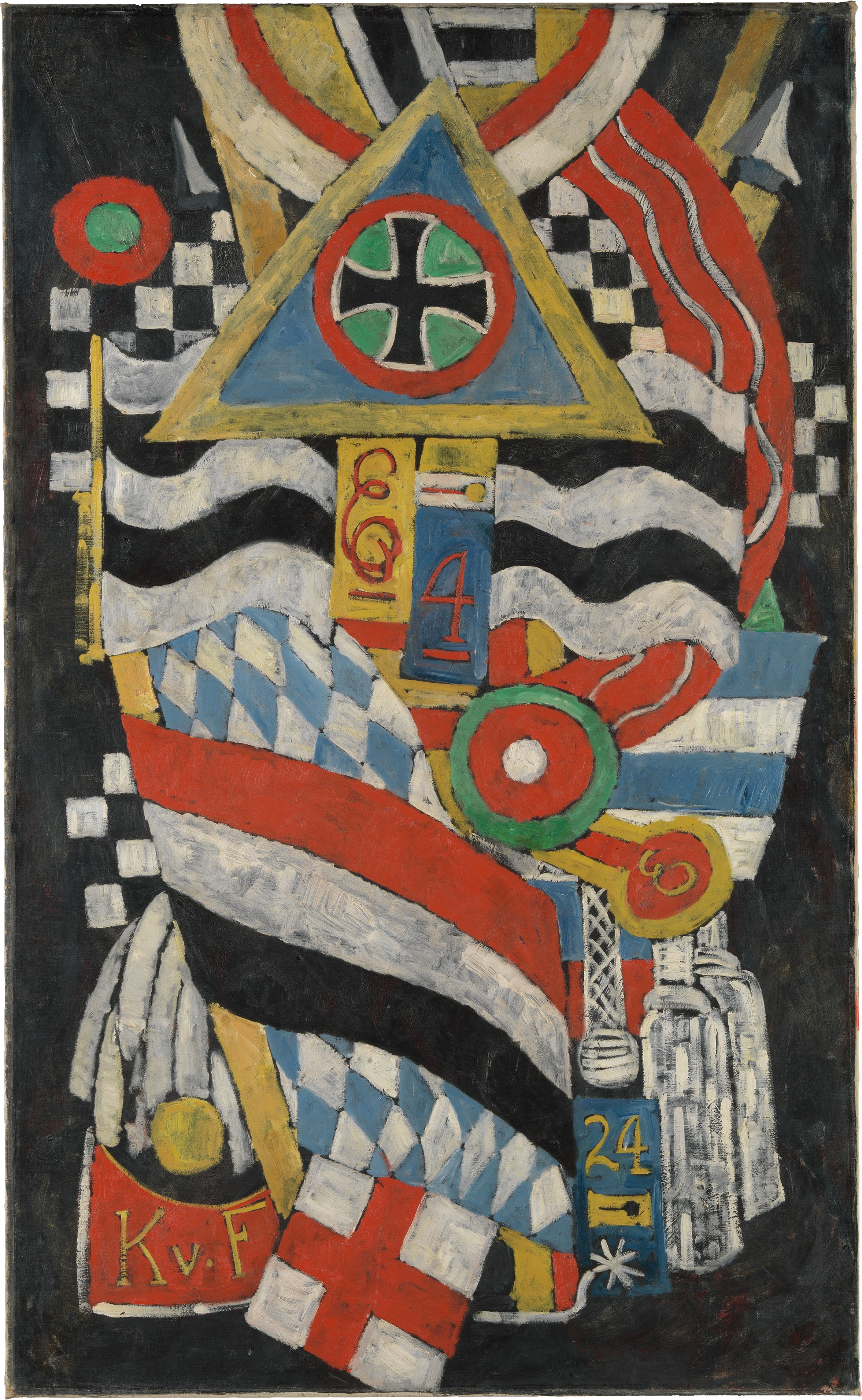
Portrait of a German Officer (1914)
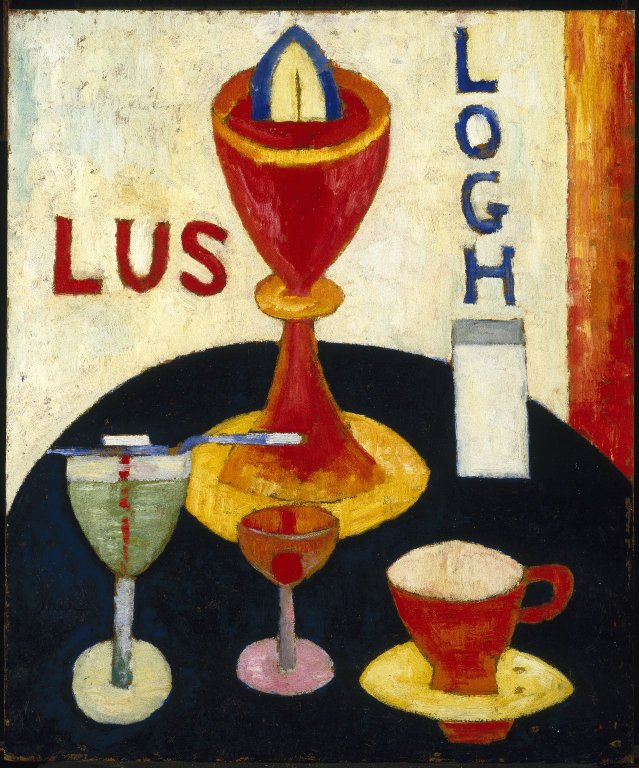
Handsome Drinks (v. 1916)
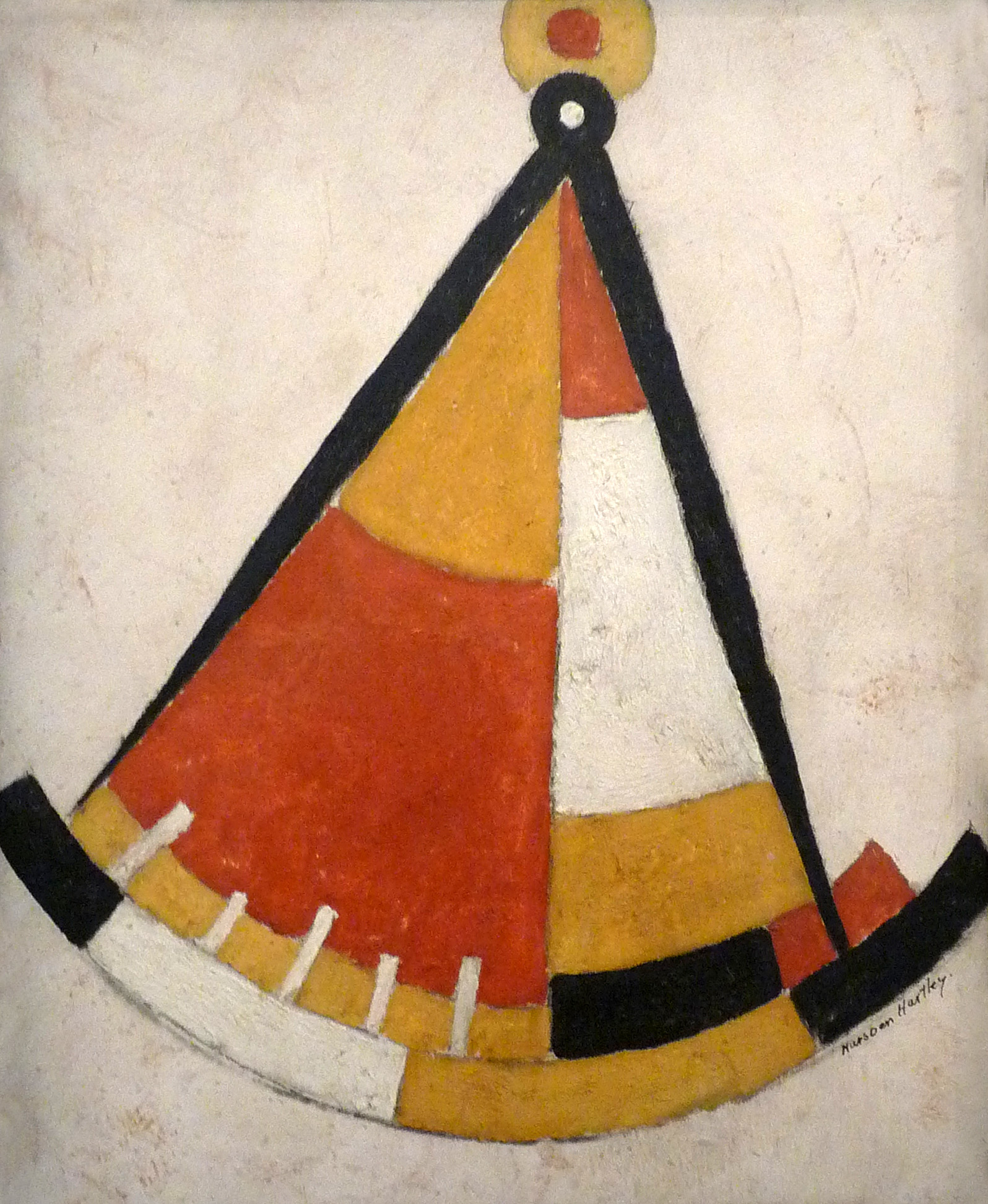
Sextant (1917)
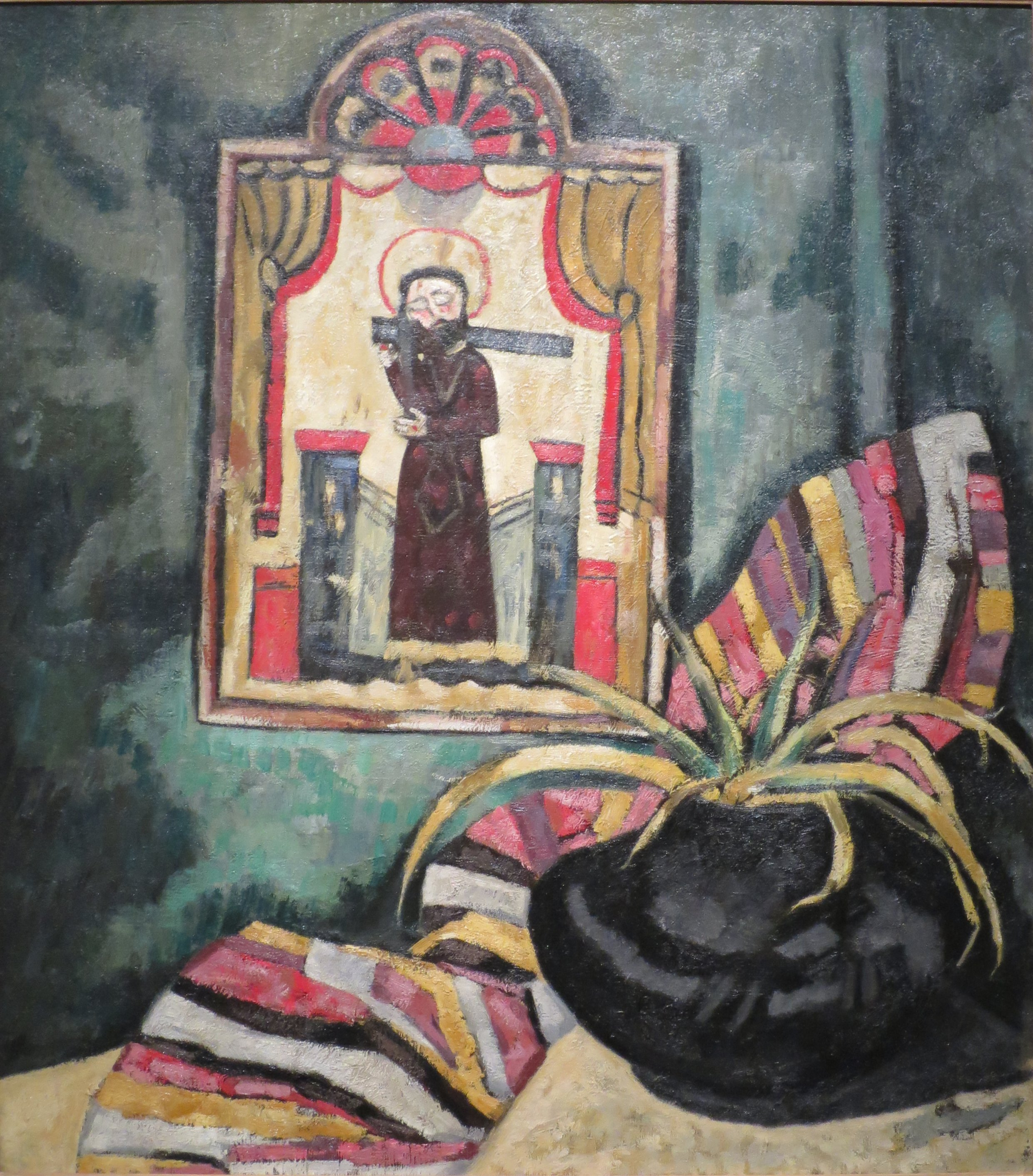
El Santo (1919)
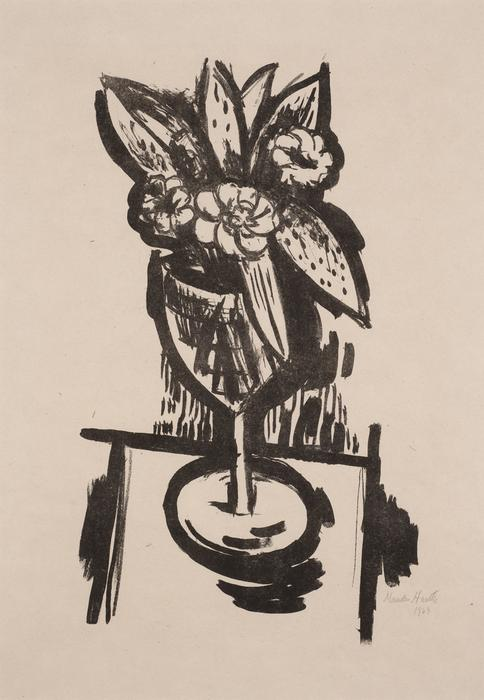
Flowers in a Goblet (1923)
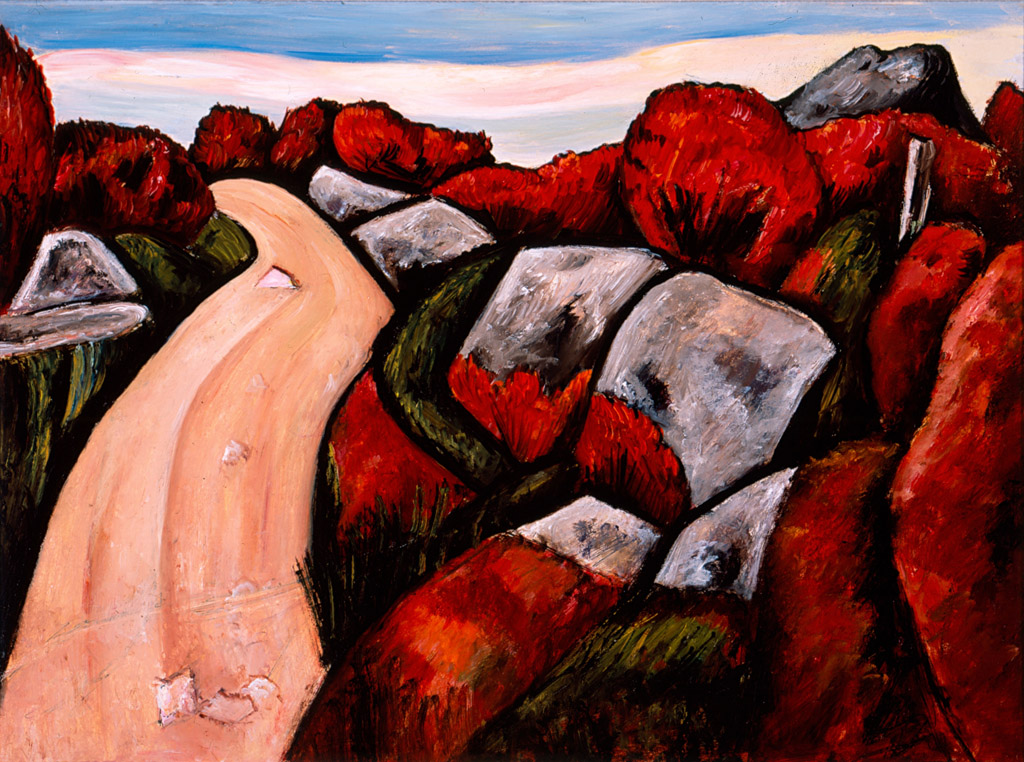
Blueberry Highway, Dogtown (1931)
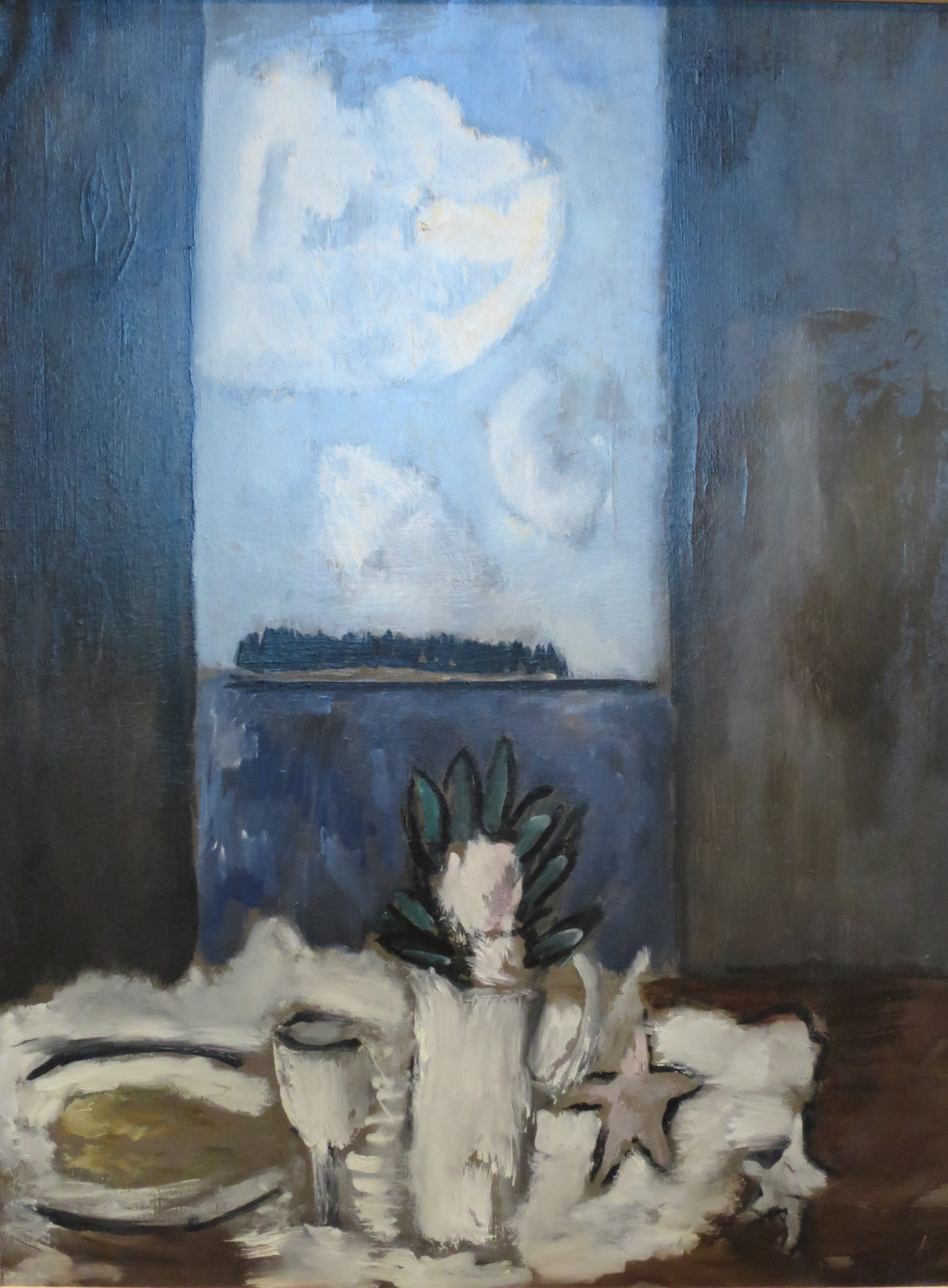
Flower and Star on Window (1941)